# Hîjdieni
Hîjdieni è un comune della Moldavia situato nel distretto di Glodeni di 3.765 abitanti al censimento del 2004